# 네덜란드 왕립 육상 연맹
네덜란드 왕립 육상 연맹(네덜란드어: Koninklijke Nederlandse Atletiek Unie, KNAU)은 네덜란드의 육상 종목 행정을 총괄하는 스포츠 행정 기구이다. 1901년에 설립되었으며 네덜란드의 육상 종목 전반을 관리하고 있다. 본부는 아른험에 있다.